# BoA ARENA TOUR 2005-BEST OF SOUL-
『BoA ARENA TOUR 2005-BEST OF SOUL-』(ボア・アリーナ・ツアー・2005-ベスト・オブ・ソウル-)は韓国の歌手BoAのライブ・ビデオ。

## 解説
ベスト・アルバム『BEST OF SOUL』を引っ提げたツアーとなり、収録されたシングルを中心にセットリストが組まれており、当時ベスト・アルバムの直後に発売されたばかりの16thシングル『DO THE MOTION』も披露されるなど、新旧を織り交ぜたシングルが披露された。
DVD2枚組での発売となり、Disc.1には2005年4月24日に名古屋レインボーホールにて行われたライブ公演の様子がノーカットで収録され、Disc.2にはBoA本人とスタッフのインタビューや、ライブの舞台裏での様子を追った約60分に及ぶドキュメンタリーが収録された。
BoAは本作に関して「今回のライブDVDはベスト・アルバムをコンセプトにしたライブツアーで、じっくりと聴きに徹して欲しい曲だったり、イリュージョンやパレードやパフォーマンスとして初めて取り入れた曲があったり、最初から最後まで楽しくやろうと言う気持ちを持って挑んでいます。今回のライブツアーを通してファンのみなさんとぐっと距離を縮められたような手応えを感じて終えることが出来たため、とても充実したライブに出来て嬉しい限りです。ライブDVDを是非楽しみにして、御自宅で楽しんで頂ければなと思います。」とコメントを寄せている。

## 収録曲

### Disc.1
1. 奇蹟
2. LISTEN TO MY HEART
3. Rock With You
4. Amazing Kiss
5. 気持ちはつたわる
6. DOUBLE
7. PRERUDE TO コノヨノシルシ
8. コノヨノシルシ
9. B.I.O
10. Be the one
11. PRERUDE TO LOVE & HONESTY
12. LOVE & HONESTY
13. JEWEL SONG
14. Shine We Are!
15. VALENTI
16. NO.1
17. QUINCY
18. メリクリ
19. DO THE MOTION
20. With U
21. Every Heart -ミンナノキモチ-

### Disc.2
1. OPENING
2. REHEARSAL 1
3. REHEARSAL 2
4. REHEARSAL 3
5. April 1st RUN THROUGH
6. April 2nd FUKUOKA OPENING DAY
7. April 7th YOYOGI
8. April 9th YOYOGI
9. April 10th YOYOGI
10. April 16th OSAKA
11. April 17th OSAKA
12. April 23rd NAGOYA
13. April 24th NAGOYA
14. ENDING

## 参加ミュージシャン
- BoA：Vocals & Dance

Band Member
- 守尾崇：Band Master & Manipulator
- 高田真：Drums
- 堀川真理夫：Bass
- 山崎淳：Guitar
- キース・ヘインズ：Keyboards
- アージー・ファイン：Chorus
- レモニア：Chorus

Dancer
- YUKA
- LINA
- KEIKO
- MISA
- SAORiN
- KAYO
- MIO
- CHISA
- RYO
- TOMONORI
- YWKI
- LOCKY